# Jordan & Timaeus

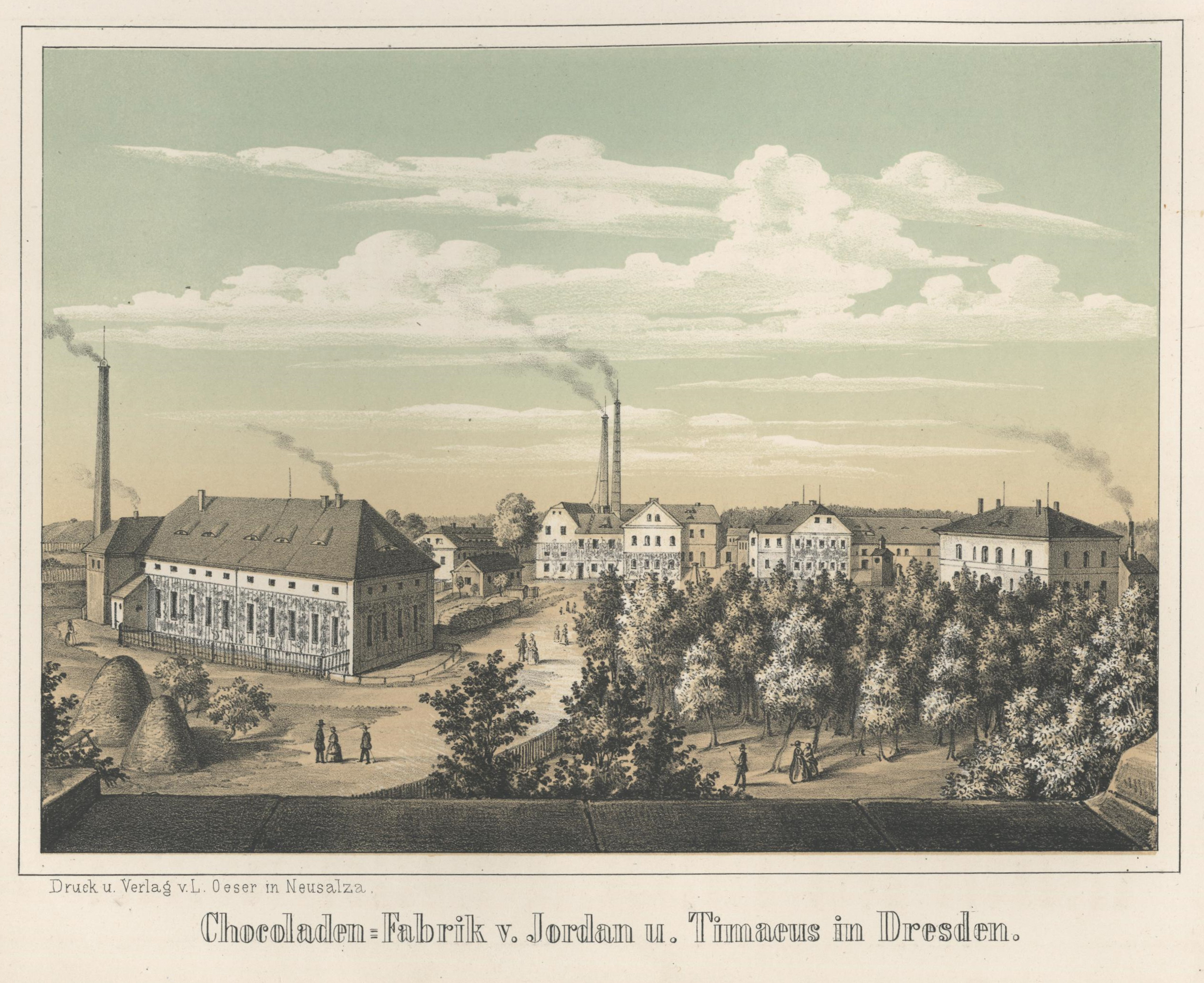
Schokoladenfabrik von Jordan und Timaeus in Dresden-Neustadt (1856/1858)

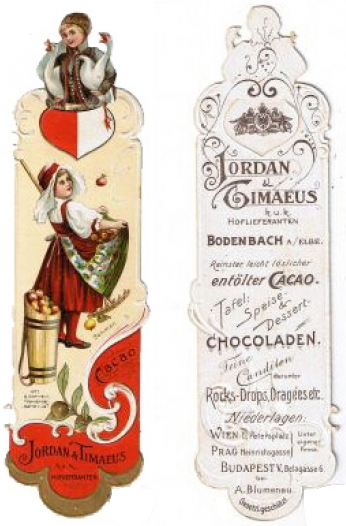
Kunstvolles Lesezeichen von Jordan & Timaeus (Anfang 20. Jahrhundert)

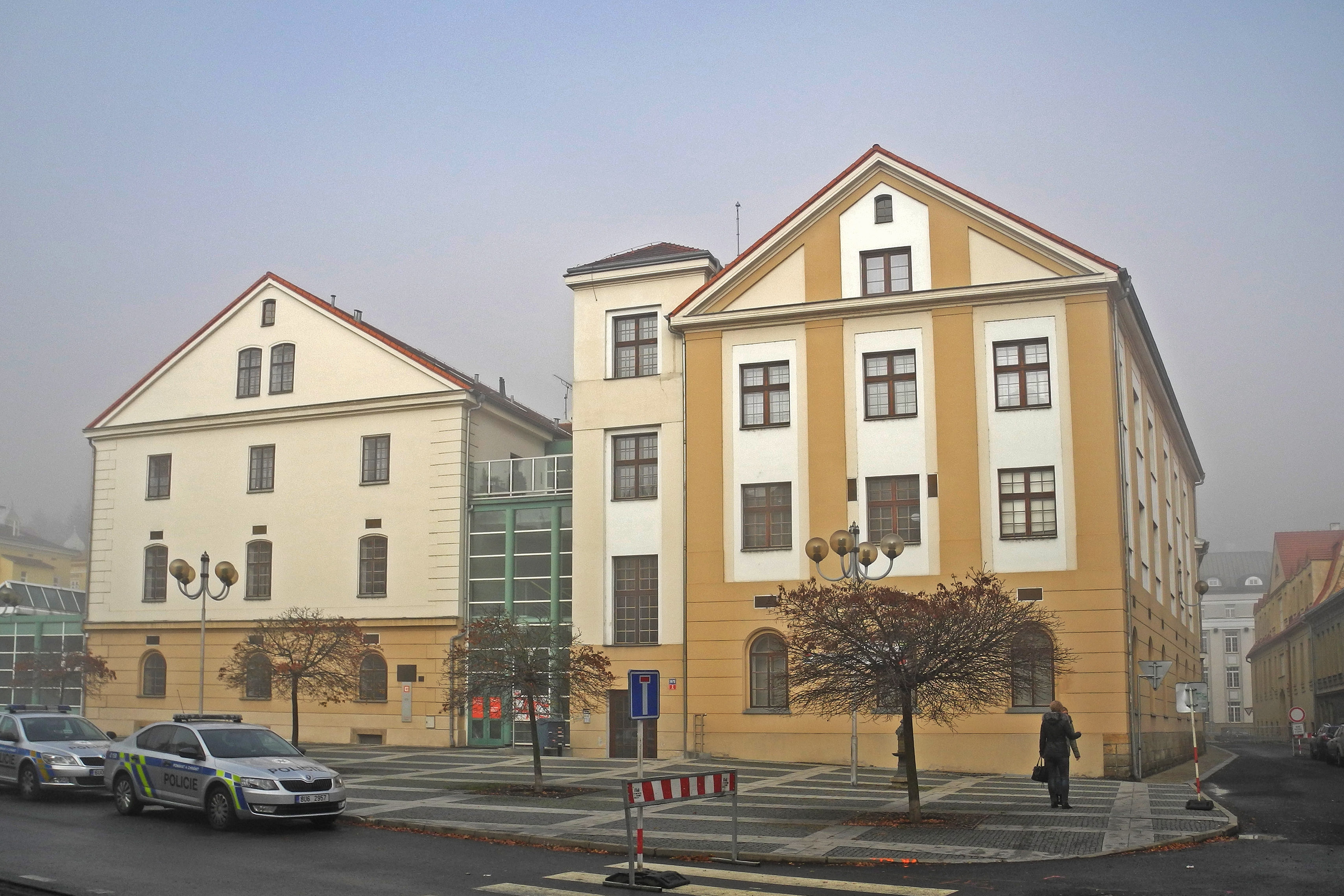
Zweigstelle mit ursprünglichem Jordan & Timaeus Fabrikgebäude in Děčín-Podmokly (Bodenbach), Zbrojnická Straße 10, aus dem Jahr 1854

Jordan & Timaeus war ein sächsisches Schokoladeunternehmen mit Sitz in Dresden, zugleich eine der ersten Schokoladenfabriken in Dresden.

## Geschichte
Gottfried Heinrich Christoph Jordan und August Friedrich Timaeus gründeten das Unternehmen im Jahr 1823. Die Fabrik befand sich zwischen der heutigen Timaeus- und Jordanstraße östlich der Königsbrücker Straße in Dresden-Antonstadt.
Dort wurden Lebensmittel wie Zichorienkaffee, Nudeln und Schokolade produziert. 1839 entwickelten sie die erste Milchschokolade. Die Fabrik, die anfangs ohne Dampfmaschine arbeiten musste, erweiterte sich von Jahr zu Jahr. Im Jahre 1830 konnten die beiden Unternehmer eine Dampfmaschine aufstellen und zur Schokoladenfabrikation übergehen, auf welchem Gebiet ihre Firma einen Weltruf gewann und wesentlich dazu beitrug, den Verbrauch ausländischer Schokolade in Deutschland zu Gunsten der einheimischen Produktion zurückzudrängen. Obwohl eine Feuersbrunst im Spätherbst des Jahres 1845 ihr Fabrikgebäude zerstörte, erlitt ihr Geschäft dadurch keine dauerhafte Störung. Vielmehr erweiterten sie es, indem sie nach dem Wiederaufbau der Fabrik im Winter von 1845 auf 1846 neben der Fabrikation von Trinkschokoladen und Kakaomassen in Tafeln auch feinere Schokoladen für Desserts und zum Naschen herzustellen begannen, womit sie gleichfalls großen Erfolg im In- und Ausland erzielten. Nach dem Tod der Gründer waren die Inhaber Ernst Jordan sowie Eduard, Albert und Gerhard Timaeus.
Niederlassungen gab es in Leipzig sowie im Ausland: Zweigstelle in Děčín (Bodenbach) mit zwei Gebäude aus dem Jahr 1854 ist einzigartig erhalten, in Wien nicht mehr, in Prag-Neustadt war nur Verkaufsabteilung mit kleinem Lager in Jindřišská Straße 16 (vernichtet) und in Budapest. Im Jahr 1874 betrug die gesamte Mitarbeiterzahl etwa 500.
Die Inhaber von Jordan & Timaeus wurden zu k.u.k. Hoflieferanten und königlich-sächsischen Hoflieferanten ernannt.
Die Firma in Dresden wurde 1945 verstaatlicht. In der ehemaligen Tschechoslowakei produzierte noch von Dresdner Schokoladenfabrik Hartwig & Vogel gegründete Zweigstelle Diana Děčín weiter (1948–1989), wurde von dem Nahrungsmittelkonzern Nestlé nach 1990 aufgekauft und geschlossen. Mitarbeiter retteten Wissen und Maschinen und produzieren in zwei Gebäude der ehemaligen Jordan & Timaeus Manufaktur Jordanka - bývalá čokoládovna (dt. ehemalige Schokoladenfabrik), Zbrojnická Strasse 10 und Tržní 2, Děčín weiter.  Dritte dortige ehemalige Fabrikgebäude stand auf dem Grundstück von Trzni 16, Děčín. Die heute gefertigte Schokolade Jordan wird im Cafe am Husovo namesti 117 verkauft.

## Trivia
Seit Ende 2011 gilt es, nach einer Studie des Dresdner Wissenschaftler-Vereins WIMAD und der Technischen Universität Dresden, als erwiesen, dass die erste Milchschokolade aus Dresden kommt. Bislang galten der Schweizer Daniel Peter als Erfinder der Milchschokolade (im Jahr 1875), allerdings hat die Dresdner Schokoladenfabrik Jordan & Timaeus bereits 30 Jahre zuvor eine eigene Milchschokolade aus Eselsmilch beworben.
Um 1880 hatte das Unternehmen eine besonders ausgefallene Werbeidee, indem es fünf verschiedene Schokoladenriegel in eine rote Leinwandkassette verpackte, die einem Baedeker-Reiseführer täuschend echt nachempfunden war und als Baedeker’s Schlaraffenland verteilt wurde.